# The Sky Taipei
The Sky Taipei (en chino, 台北天空塔) es un rascacielos situado en Taipéi (Taiwán). Tras su finalización en 2024, se convirtió en el segundo edificio más alto de Taipéi y el tercero más alto de Taiwán. La altura del edificio es de 280 metros y tiene una superficie de 87 464 m², con 56 plantas sobre el nivel del suelo y cinco sótanos.

## Historia

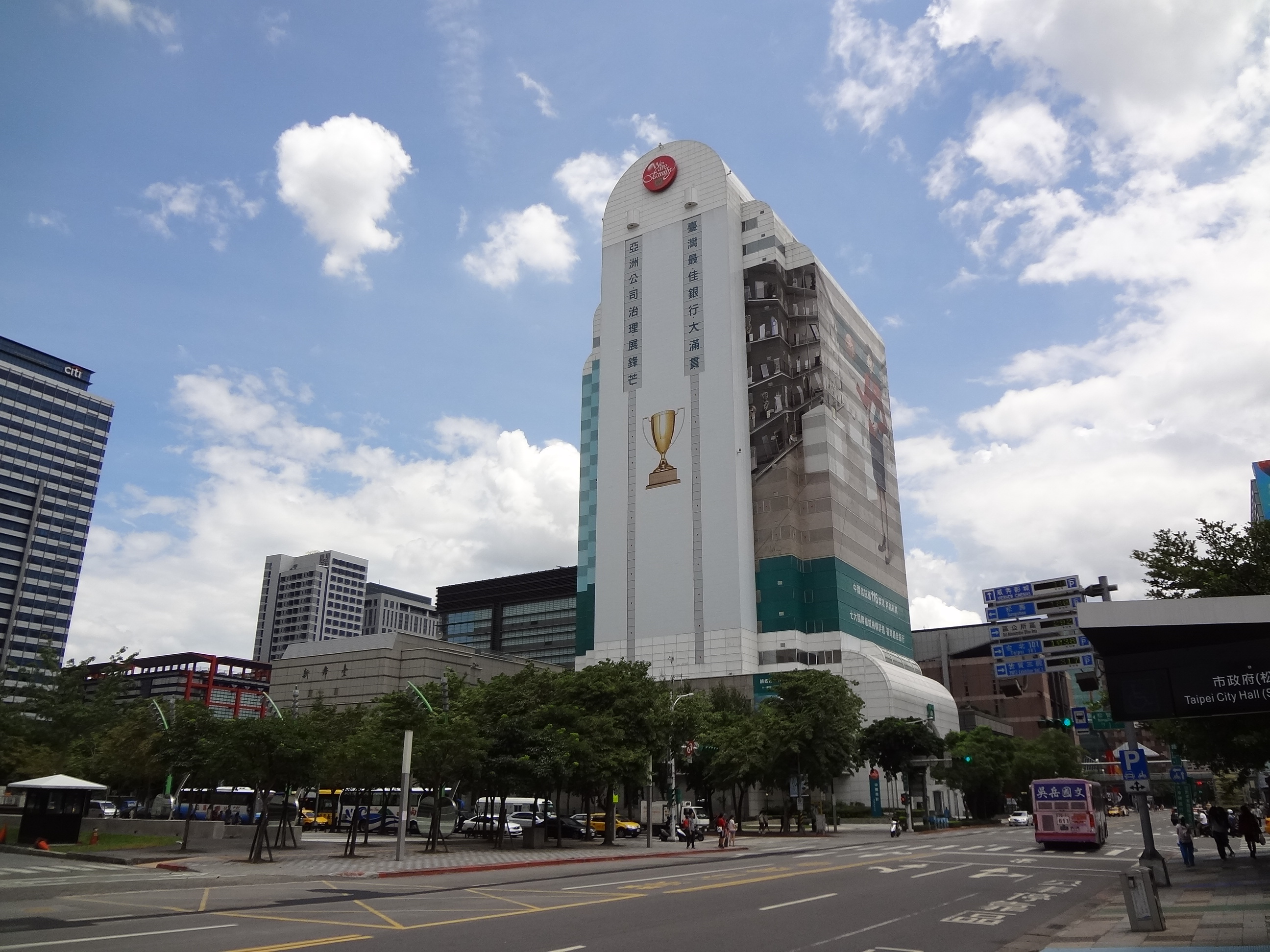
El Chinatrust Financial Building.

The Sky Taipei está situado en la parcela del antiguo Chinatrust Financial Building, sede del CTBC Financial Holding, que fue construido en 1996 y demolido en 2016 para permitir la construcción del nuevo edificio. La construcción de The Sky Taipei empezó en 2019 y se completó en 2024.
La torre alberga dos hoteles de lujo de la cadena Hyatt: Andaz Taipei y Park Hyatt Taipei.